# マーカス・マリオタ
マーカス・アーデル・タフナ・タウラウニウ・マリオタ（Marcus Ardel Tafuna Taulauniu Mariota, 1993年10月30日 - ）は、アメリカ合衆国ハワイ州ホノルル出身のプロアメリカンフットボール選手。NFLのワシントン・コマンダースに所属している。ポジションはクォーターバック。

## 経歴

### オレゴン大学時代
2011年をレッドシャツとして過ごしたマリオタは、2012年に開幕戦から先発出場した。オレゴン大は12-1、全米ランキング第2位となり、マリオタ自身もパシフィック12カンファレンスの最優秀攻撃新人選手に選ばれた。チームは、フィエスタボウル出場を果たし、カンザス州立大学に35-17で勝利し、マリオタは攻撃MVPに選ばれた。この年マリオタは13試合全てに出場し、パス336回中、230回成功、36TD、6INTの成績をおさめた。また、自らの足を使った活躍も見せ、ラン106回で752ヤード、5TDを獲得した。
2013年シーズンも13試合全てに出場し、パス386回中245回成功、3,665ヤード、31TD、4INTの成績を残した。また、ランでも715ヤード、9TDをあげた。
2013年のアラモ・ボウルに先立って、マリオタは2014年のNFLドラフトにエントリーせず、2014年シーズンも大学に残ると発表した。2014年のシーズン開幕前からマリオタは翌年のドラフトで最も有望な選手として注目された。そして2014年12月13日マリオタは、オレゴン大学の選手として、そしてハワイ州出身の選手としては初めてハイズマン賞を受賞した。
2014年シーズン、12-1の成績をあげたオレゴン大学は、ローズ・ボウルに出場を果たし、フロリダ州立大学と対戦した。マリオタはチームを59-20で勝利に導き、攻撃MVPに選ばれた。
その後チームはカレッジフットボール・プレーオフ全米王座決定戦に出場し、オハイオ州立大学と対戦したが、20-42で敗れた。

### テネシー・タイタンズ

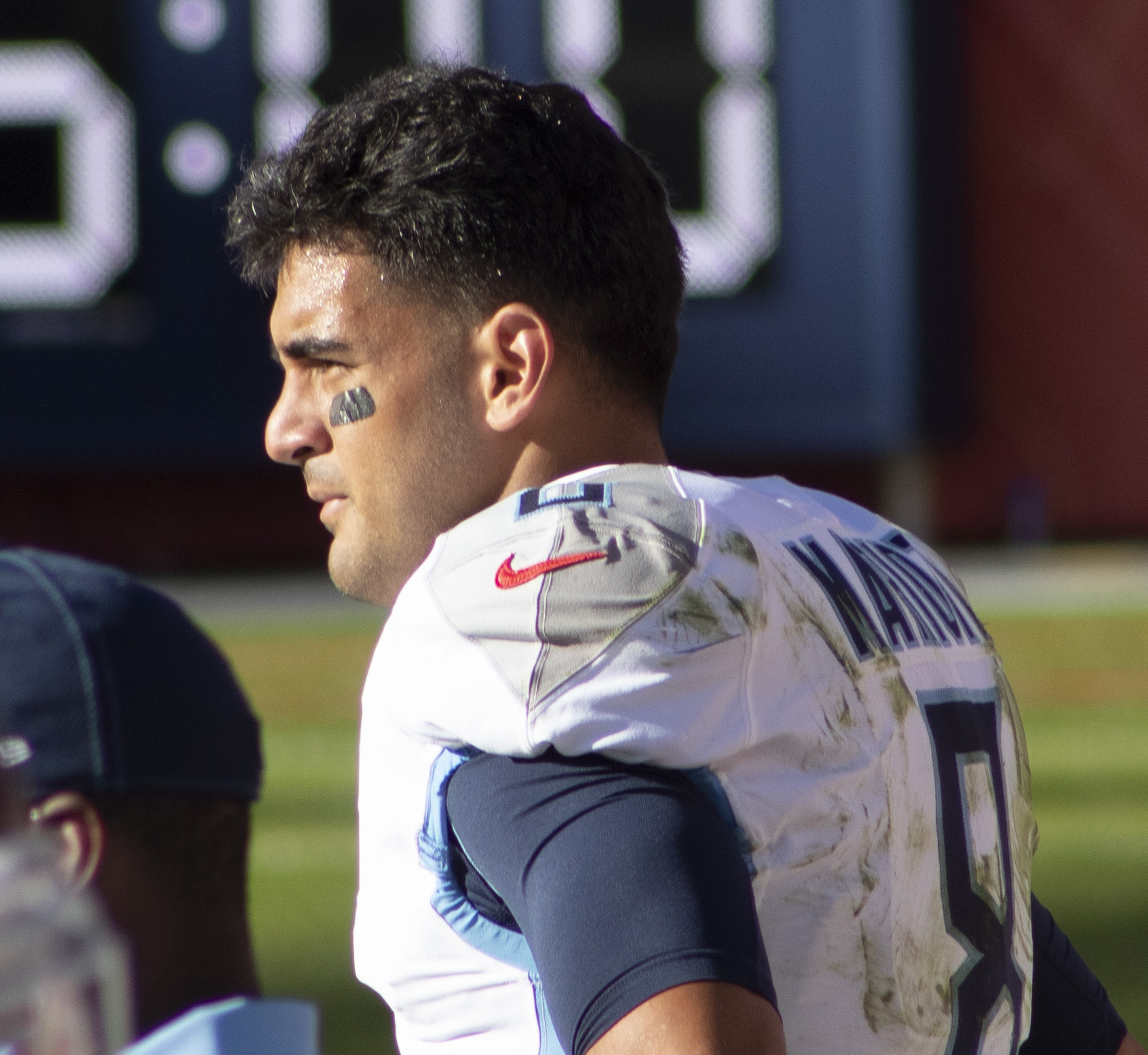
タイタンズ時代のマリオタ(2019年)

2015年NFLドラフトで、テネシー・タイタンズから1巡（全体2位）指名を受けた。
2015年5月のジャージ売り上げランキングでは、同年ドラフト全体1位指名のジェイミス・ウィンストンやニューイングランド・ペイトリオッツのQBトム・ブレイディを抑え、1位に輝いた。
2015年7月21日、タイタンズと契約に合意した。
2015年の開幕戦で2015年ドラフト全体1位指名のジェイミス・ウィンストン率いるタンパベイ・バッカニアーズと対戦した。マリオタはパス16回中13回成功・209ヤード・4タッチダウン・パサーレイティング158.3の満点を記録し、チームを42-14の勝利に導いた。第8週のニューオーリンズ・セインツ戦ではパス371ヤード・4タッチダウンを挙げチームの延長戦勝利に貢献し、週間MVPを受賞した。このシーズンは12試合に出場し、パスでは2,818ヤード・19タッチダウン ・10インターセプトを記録した。ランでは252ヤードを獲得し、2タッチダウンを挙げた。しかしチームはわずか3勝に終わり、新人の洗礼を浴びせられる結果となった。
2016年シーズンは、第10週のグリーンベイ・パッカーズ戦にて4タッチダウンを挙げ週間MVPを受賞した。第16週のジャクソンビル・ジャガーズ戦で右腓骨を骨折し、シーズン完走とはならなかったが、レギュラーシーズン15試合に出場しパス3,426ヤード・26タッチダウン、ランでも2つのタッチダウンを挙げた。チームはヒューストン・テキサンズと並び9勝7敗の成績であったが、地区内での対戦成績がテキサンズより劣っていたため地区優勝を逃した上、ワイルドカード枠も獲得することができなかった。
2017年シーズンは、第5週のマイアミ・ドルフィンズ戦こそ欠場したものの、レギュラーシーズン15試合に出場し、パス3,232ヤード・13タッチダウン、ランでも5タッチダウンを挙げた。チームは2年連続で9勝7敗という成績であったが、このシーズンはワイルドカードの第5シードを獲得し、2008年以来となるポストシーズン進出を果たした。
プレーオフでは、初戦のワイルドカードゲームでカンザスシティ・チーフスと対戦。試合は前半終了時3-21と18点のビハインドを背負う苦しい展開であったが、第3Qにてマリオタは自らが投じ、相手CBダレル・リーヴィスに弾じかれ、跳ね返ってきたパスを自分でレシーブしてタッチダウンを挙げた。このように自分で投じたパスを自分がレシーブするタッチダウンは1997年にブラッド・ジョンソンが記録して以来、NFLの歴史上2例目となる珍しいプレーであった。このタッチダウンで勢いついたチームは22-21と逆転勝ちを収めた。続くディビジョナルラウンドのニューイングランド・ペイトリオッツ戦では8回のサックを浴び、14-35で敗退した。
2018年シーズン、開幕前にルーキーオプションを行使し、2019年シーズンまで契約を延長させた。第1週のマイアミ・ドルフィンズ戦では負傷退場し、続く2戦は先発から外れた。先発に復帰した第4週のフィラデルフィア・イーグルス戦では最大14点差を跳ね返し、チームの勝利に貢献。週間MVPに選ばれた。第10週のニューイングランド・ペイトリオッツ戦ではチームに2002年以来となるペイトリオッツ戦勝利をもたらした。しかし、第16週のワシントン・レッドスキンズ戦で負傷退場すると、翌17週の勝った方がポストシーズンに進出できるインディアナポリス・コルツとの大一番に出場することができなかった。チームも代役QBのブレイン・ギャバートが先発したが17-33で敗れプレーオフを逃した。
2019年シーズンはパス成功率が60%を割るなど不振に陥いった。シーズン途中からタイタンズはQBにライアン・タネヒルを起用したこともあり、マリオタはベンチスタートになることも多くなった。チームは、ワイルドカードでプレーオフに進出したものの、全ての試合でタネヒルが先発し、マリオタは途中出場となった。タイタンズはAFC決勝戦でカンザスシティ・チーフスに敗れた。
オフにタイタンズがタネヒルと複数年契約をしたこともあり、マリオタはFAとなった。

### ラスベガス・レイダース
2020年3月25日、オークランドから本拠地を移転したばかりのラスベガス・レイダースに2年1760万ドルで契約した。
レイダースではデレック・カーの控えとなり、2年間で先発出場した試合はなかった。

### アトランタ・ファルコンズ
2022年3月21日、マリオタはアトランタ・ファルコンズと2年契約を結んだ。ファルコンズでの最初のシーズンとなった2022年シーズンは先発に返り咲き、第6週のサンフランシスコ・フォーティナイナーズ戦ではパス成功率92.9％(13/14)・129ヤード・タッチダウン2回・ラン50ヤード・ランタッチダウン1回を記録し週間MVPに輝いた。しかしバイウィークとなった第14週にて、翌15週以降の先発を新人QBのデズモンド・リッダーが務めることが発表された上、マリオタは故障者リスト入りしたためこれ以降の出場はなかった。このシーズンはパス成功率61.3％で2,219ヤード獲得、15タッチダウンと9インターセプト、パサーレーティング88.2という成績であった。シーズン後、放出された。

### フィラデルフィア・イーグルス
2023年3月20日にフィラデルフィア・イーグルスと1年契約を結んだ。

### ワシントン・コマンダーズ
2024年3月14日にワシントン・コマンダーズと契約した。QBとして背番号0番を着用するのはNFL史上初となる予定だったが、開幕前にルーキーCBのマイク・セインリスティルに0番を譲り、自身の背番号を18番に変更した。
オフェンス新人王を受賞したジェイデン・ダニエルズのバックアップを務め、2025年3月13日にコマンダースと再契約を結んだ。

## 詳細情報

### 年度別成績

#### レギュラーシーズン
| 年度      | チーム    | 背 番 号  | 試合 | 試合 | パス      | パス      | パス      | パス        | パス             | パス | パス | パス   | パス          | パス          | ラン      | ラン        | ラン             | ラン | ファンブル    | ファンブル |
| 年度      | チーム    | 背 番 号  | 出場 | 先発 | 成功 回数 | 試投 回数 | 成功 確率 | 獲得 ヤード | 平均 獲得 ヤード | TD   | Int  | サック | サック ヤード | レイテ ィング | 試行 回数 | 獲得 ヤード | 平均 獲得 ヤード | TD   | ファン ブル数 | ロスト     |
| --------- | --------- | --------- | ---- | ---- | --------- | --------- | --------- | ----------- | ---------------- | ---- | ---- | ------ | ------------- | ------------- | --------- | ----------- | ---------------- | ---- | ------------- | ---------- |
| 2015      | TEN       | 8         | 12   | 12   | 230       | 370       | 62.2      | 2,818       | 7.6              | 19   | 10   | 38     | 258           | 91.5          | 34        | 252         | 7.4              | 2    | 10            | 6          |
| 2016      | TEN       | 8         | 15   | 15   | 276       | 451       | 61.2      | 3,426       | 7.6              | 26   | 9    | 23     | 156           | 95.6          | 60        | 349         | 5.8              | 2    | 9             | 5          |
| 2017      | TEN       | 8         | 15   | 15   | 281       | 453       | 62.0      | 3,232       | 7.1              | 13   | 15   | 27     | 173           | 79.3          | 60        | 312         | 5.2              | 5    | 2             | 1          |
| 2018      | TEN       | 8         | 14   | 13   | 228       | 331       | 68.9      | 2,528       | 7.6              | 11   | 8    | 42     | 243           | 92.3          | 64        | 357         | 5.6              | 2    | 9             | 2          |
| 2019      | TEN       | 8         | 7    | 6    | 95        | 160       | 59.4      | 1,203       | 7.5              | 7    | 2    | 25     | 162           | 92.3          | 24        | 129         | 5.4              | 0    | 3             | 0          |
| 2020      | LV        | 8         | 1    | 0    | 17        | 28        | 60.7      | 226         | 8.1              | 1    | 1    | 0      | 0             | 83.3          | 9         | 88          | 9.7              | 1    | 0             | 0          |
| 2021      | LV        | 8         | 10   | 0    | 1         | 2         | 50.0      | 4           | 2.0              | 0    | 0    | 0      | 0             | 56.3          | 13        | 87          | 6.7              | 1    | 1             | 0          |
| 2022      | ATL       | 1         | 13   | 13   | 184       | 300       | 61.3      | 2,219       | 7.4              | 15   | 9    | 28     | 195           | 88.2          | 85        | 438         | 5.2              | 4    | 8             | 3          |
| 2023      | PHI       | 8         | 3    | 0    | 15        | 23        | 65.2      | 164         | 7.1              | 1    | 1    | 3      | 11            | 82.5          | 8         | 52          | 6.5              | 0    | 1             | 1          |
| 2024      | WAS       | 18        | 3    | 0    | 34        | 44        | 77.3      | 364         | 8.3              | 4    | 0    | 3      | 29            | 131.2         | 18        | 92          | 5.1              | 1    | 0             | 0          |
| NFL：10年 | NFL：10年 | NFL：10年 | 93   | 74   | 1,361     | 2,162     | 63.0      | 16,184      | 7.5              | 97   | 55   | 189    | 1,227         | 90.1          | 375       | 2,156       | 5.7              | 18   | 43            | 17         |

- 2024年度シーズン終了時
- 太字は自身最高記録

#### ポストシーズン
| 年度 | チーム | 試合 | 試合 | パス      | パス      | パス      | パス        | パス             | パス | パス | パス   | パス          | パス          | ラン      | ラン        | ラン             | ラン | ファンブル    | ファンブル |
| 年度 | チーム | 出場 | 先発 | 成功 回数 | 試投 回数 | 成功 確率 | 獲得 ヤード | 平均 獲得 ヤード | TD   | Int  | サック | サック ヤード | レイテ ィング | 試行 回数 | 獲得 ヤード | 平均 獲得 ヤード | TD   | ファン ブル数 | ロスト     |
| ---- | ------ | ---- | ---- | --------- | --------- | --------- | ----------- | ---------------- | ---- | ---- | ------ | ------------- | ------------- | --------- | ----------- | ---------------- | ---- | ------------- | ---------- |
| 2017 | TEN    | 2    | 2    | 41        | 68        | 60.3      | 459         | 6.8              | 4    | 1    | 10     | 62            | 93.9          | 12        | 83          | 6.9              | 0    | 0             | 0          |
| 2019 | TEN    | 3    | 0    | 1         | 1         | 100.0     | 4           | 4.0              | 0    | 0    | 0      | 0             | 83.3          | 1         | 5           | 5.0              | 0    | 0             | 0          |
| 2023 | PHI    | 1    | 0    | 0         | 0         | -         | 0           | -                | 0    | 0    | -      | -             | -             | -         | -           | -                | 0    | 0             | 0          |
| 2024 | WAS    | 3    | 0    | 0         | 0         | -         | 0           | -                | 0    | 0    | 0      | 0             | -             | 2         | 1           | 0.5              | 0    | 0             | 0          |
| 計   | 計     | 10   | 2    | 42        | 69        | 60.8      | 463         | 6.7              | 4    | 1    | 10     | 62            | 94.0          | 15        | 89          | 5.9              | 0    | 0             | 0          |

- 2024年度シーズン終了時